# 馬如龍 (1940年)
馬如龍（1940年4月1日—2019年6月9日），本名黃政雄，出生於臺北市大稻埕，臺灣影視演員。

## 演藝經歷
馬如龍定居於新北市蘆洲區，演出50多部台語連續劇，第一部台語武俠劇是與鳳飛飛合演華視《燕雙飛》。馬如龍為其藝名，是製作人兼演員張宗榮以龍鳳為名所取，故將其取為馬如龍。晚年以電影《海角七號》中的角色洪國榮及電影《艋舺》中的角色Geta聞名。
在電影《海角七號》的名言中，除了茂伯的「我是國寶」外，馬如龍的那句：「我是代表會主席，最大的興趣就是吵架、打架、殺人、放火。」蔚為經典。馬如龍的興趣是泡茶、下圍棋，亦曾與周俊勳對弈。曾在《康熙來了》承認他替豬哥亮跟謝金燕的媽媽與債主處理債務糾紛，但因為他私底下稱呼謝金燕為「小燕」，被大家誤認為張小燕，更被主持人小S整蠱，令他哭笑不得；此外，他承認在該節目錄影的王中平是乾兒子。

## 逝世
2018年11月，馬如龍傳出罹患肺腺癌。2019年5月18日，因外孫黃博鈞車禍意外過世後悲傷不已，病情惡化；同年6月1日手術小腸破裂併發敗血症陷入昏迷，院方發出病危通知，於2天後裝上葉克膜。2019年6月9日下午5:47分，馬如龍因神經內分泌腫瘤以及癌細胞擴散到脊椎和肝，在新光吳火獅紀念醫院病逝，享壽80歲。2019年6月28日於新北市立殯儀館景福廳舉行告別式，身後長眠於基隆市暖暖區永念庭生命典藏館。

## 演出作品

### 電影
| 首映   | 片名                 | 飾演         |
| 1977年 | 《龍蛇俠影》         | 三師弟       |
| 1978年 | 《一招半式闖江湖》   | 柳如龍       |
| 1978年 | 《大地飛鷹》         |              |
| 1979年 | 《春寒》             |              |
| 2002年 | 《雙瞳》             | 黃正華       |
| 2008年 | 《海角七號》         | 洪國榮       |
| 2009年 | 《艋舺》             | 李坤勇(Geta) |
| 2011年 | 《賽德克·巴萊》      | 交易所頭人   |
| 2016年 | 《奉子不成婚》       | 小嫻之父     |
| 2016年 | 《風雲高手》         | 曾大偉       |
| 2017年 | 《52 Hz I Love You》 | 男客人       |
| 2018年 | 《鬥魚》             | 阿豹的父親   |
| 2018年 | 《艋舺之江湖再現》   | 馬老大       |

### 電視劇
| 首播   | 頻道       | 劇名                         | 飾演                   |
| 1971年 | 華視       | 《燕雙飛》                   |                        |
| 1972年 | 華視       | 《兄弟英豪》                 |                        |
| 1973年 | 華視       | 《八卦山下》                 |                        |
| 1973年 | 華視       | 《港都夜雨》                 |                        |
| 1973年 | 華視       | 《東港阿春》                 |                        |
| 1973年 | 華視       | 《秋雁》                     | 王劍鳴                 |
| 1974年 | 華視       | 《包青天》                   | 丁兆蕙、燕雙飛         |
| 1974年 | 華視       | 《英雄榜》                   | 阿輝(即小李飛刀之阿飛) |
| 1974年 | 華視       | 《薛丁山與樊梨花》           | 薛丁山                 |
| 1978年 | 華視       | 《南台追蹤》                 | 古雲飄                 |
| 1980年 | 華視       | 《黃海岱的故事》             | 黃海岱                 |
| 1982年 | 華視       | 《奮鬥人生》                 |                        |
| 1984年 | 華視       | 《風飛沙西北雨》             |                        |
| 1986年 | 華視       | 《白衣大士》                 | 大駙馬                 |
| 1988年 | 華視       | 《命運的鎖鏈》               |                        |
| 1989年 | 華視       | 《愛你入骨》                 | 柯鐵                   |
| 1991年 | 華視       | 《忠義八犬傳》               | 李文泰                 |
| 1992年 | 中視       | 《黃香蓮歌仔戲－大唐風雲錄》 | 虯髯客/張仲堅          |
| 1995年 | 華視       | 《勸世媳婦》                 | 周順興                 |
| 1998年 | 民視       | 《春天後母心》               | 潘武雄                 |
| 1999年 | 民視       | 《親戚不計較》（EP299登場）  | 林石城                 |
| 1999年 | 台視       | 《雨中鳥》                   |                        |
| 2008年 | 公視       | 《公視人生劇展－誰來坐大位》 | 陳東山                 |
| 2011年 | 中視       | 《門當父不對》               | 陳成功                 |
| 2014年 | 台視       | 《流氓蛋糕店》               | 麥松奇                 |
| 2014年 | 公視       | 《湊陣》                     | 陳玉獅                 |
| 2016年 | 公視       | 《靠近》                     | 爺爺                   |
| 2016年 | 三立台灣台 | 《紫色大稻埕》               | 江民忠                 |
| 2017年 | 三立台灣台 | 《一家人》                   | 蘇坤龍                 |

### 音樂錄影帶
- 2009年：蔡淳佳《隱形紀念》

### 錄影帶
- 1986年：三立影視《豬哥亮與嘉慶君》飾演 林道乾

### 廣告代言
- 2010年：鈊象電子線上遊戲《明星三缺一Online》

## 獎項紀錄

### 金馬獎
| 年份   | 獲提名   | 獎項                   | 結果 |
| ------ | -------- | ---------------------- | ---- |
| 2008年 | 海角七號 | 第45屆金馬獎最佳男配角 | 獲獎 |

### 華語電影傳媒大獎
| 年份   | 獲提名 | 獎項                             | 結果 |
| ------ | ------ | -------------------------------- | ---- |
| 2011年 | 艋舺   | 第11届華語電影傳媒大獎最佳男配角 | 獲獎 |

## 外部連結
- 馬如龍在互联网电影资料库（IMDb）上的資料（英文）
- 在AllMovie上馬如龍的頁面（英文）
- 馬如龍在香港影庫上的簡介
- 馬如龍在豆瓣上的资料（简体中文）
- 馬如龍在时光网上的簡介（简体中文）